# Reiki

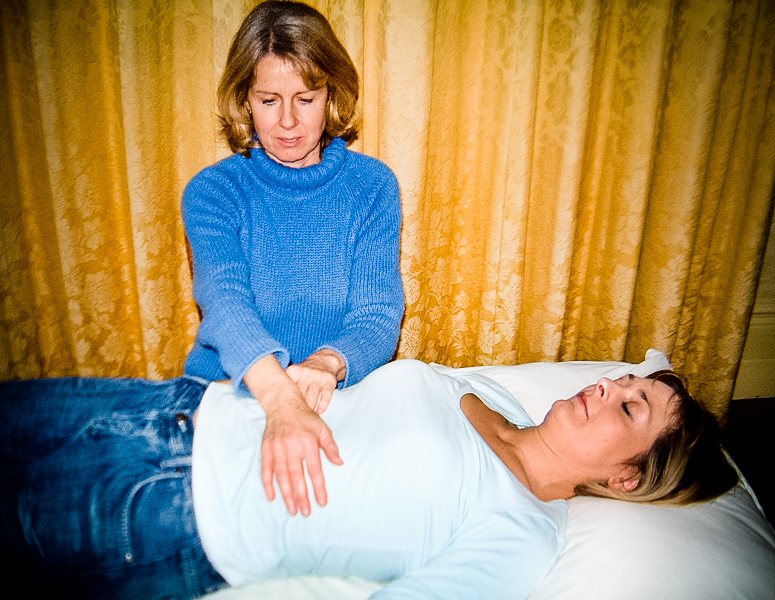
Reikibehandling

Reiki 霊気 är en pseudovetenskaplig form av japansk handpåläggning som skapades av Usui Mikao 1922. Ett fåtal vetenskapliga studier med mycket låg evidensgrad har publicerats. En systematisk forskningsöversikt från 2008 drog slutsatsen att värdet av reiki inte kunde påvisas. 

## Källhänvisningar
1. ↑  Shore, AG: Long-term effects of energetic healing on symptoms of psychological depression and self-perceived stress, 2004
2. ↑  Autonomic Nervous System Changes During Reiki Treatment: A Preliminary Study The Journal of Alternative and Complementary Medicine
3. ↑  The Effect of Reiki on Pain and Anxiety in Women With Abdominal Hysterectomies: A Quasi-experimental Pilot Study Holistic Nursing Practice
4. ↑  Pilot Crossover Trial of Reiki Versus Rest for Treating Cancer-Related Fatigue Integrative Cancer Therapies
5. ↑  Pamela Miles och Gala True. [http://reikiinmedicine.org/pdf/alt_therapies_reiki.pdf ”REIKI—REVIEW OF A BIOFIELD THERAPY
HISTORY, THEORY, PRACTICE, AND RESEARCH”] (på engelska) (PDF). Reiki Medecine. http://reikiinmedicine.org/pdf/alt_therapies_reiki.pdf. Läst 15 april 2012.
6. ↑  Lee, MS; Pittler, MH; Ernst, E (2008). ”Effects of Reiki in clinical practice: a systematic review of randomized clinical trials”. International Journal of Clinical Practice 62 (6):  sid. 947–54. doi:10.1111/j.1742-1241.2008.01729.x. PMID 18410352. https://onlinelibrary.wiley.com/doi/abs/10.1111/j.1742-1241.2008.01729.x. Läst 2 maj 2008.